# Fortune Favors the Brave
Fortune Favors the Brave est un film américain muet dont le réalisateur n'est pas connu, sorti en 1909. 
Il  a été produit par Gaston Méliès représentant les intérêts de son frère Georges Méliès aux États-Unis.

## Fiche technique
- Réalisation : non connu
- Société de production : Gaston Méliès - Méliès-Star Film
- Distribution : Enterprise Optical Company
- Pays d'origine :  États-Unis
- Format : noir et blanc - 1.37:1 - 35 mm - film muet
- Date de sortie : 1er décembre 1909

## Acteur
- Francis Ford